# Manila
Manila (en tagal Maynila) és la capital de les Filipines i de la regió de Metro Manila, i la segona ciutat del país per nombre d'habitants. La Gran Manila és l'àrea metropolitana més poblada de l'arxipèlag filipí i la desena del món, amb una població estimada de 20,5 milions d'habitants. Es troba a la costa oest de l'illa de Luzon, constitueix el Gran Manila, i no forma part de cap província del país. Es troba a la riba oriental de la badia de Manila. Les ciutats veïnes són Navotas i Caloocan al nord, Quezon al nord-est, San Juan i Mandaluyong a l'est, Makati al sud-est i Pasay al sud.
La ciutat és situada a la costa oriental de la badia de Manila, al costat de la desembocadura del riu Pasig, a l'illa de Luzon. Aglomera les funcions administratives, comercials, universitàries, industrials i portuàries de gran part del país. Compta amb dos aeroports internacionals: Ninoy Aquino i Clark. Administrativament, Manila es divideix en 16 districtes que inclouen 897 barangays. La ciutat està dividida en sis districtes legislatius i setze districtes geogràfics: Binondo Ermita Intramuros, Malate, Paco, Pandacan Port de Manila, Quiapo, Sampaloc, San Andres, San Miguel, San Nicolas, Santa Ana, Santa Cruz, Santa Mesa i Tondo. Dins dels seus barris es poden trobar zones comercials animades i la majoria dels punts històrics i culturals més importants com el Palau Malacañan, residència oficial del President de les Filipines i la seu dels Departaments Executius de les Filipines. És la seu d'institucions científiques i educatives, però també de nombroses instal·lacions esportives. Tot això fa de la ciutat un important centre polític, comercial, cultural, educatiu, religiós i de transport de les Filipines.
Va ser fundada el 24 de juny de 1571 pel conquistador espanyol Miguel López de Legazpi; l'antiga ciutat emmurallada es conserva a l'actual districte d'Intramuros. Al llarg de la seva història ha patit diversos episodis bèl·lics, que han provocat la pèrdua de part del seu ric patrimoni arquitectònic i cultural.
El seu nom originari, Maynila, prové de construcció tagala May nilad, que significa '(lloc on) hi ha nilad'. El nilad (nila en tagal modern) és un arbust que creix en aquell indret. L'Església de San Agustín de Manila està inscrita a la llista del Patrimoni de la Humanitat de la UNESCO amb el nom d'Esglésies barroques de les Filipines.

## Etimologia
El nom Manila és l'adaptació francesa del nom castellà Manila, derivat del tagal Maynila. La paraula pot significar " aproximadament», «molt o caracteritzat per», «proveït amb i nila designa una espècie de mango.

## Terminologia
La ciutat va estar llargament dividida en una ciutat colonial, fortificada i poblada per colons europeus, Manila pròpiament dita, avui dita Intramuros i Binondo, la ciutat natal, la dels Indis, més poblada. En el vocabulari castellà del segle XVI, el terme Indio designa qualsevol originari d'una de les possessions espanyoles del Nou Món i, per extensió, dels territoris colonitzats després del descobriment d'Amèrica, inclosa a Àsia.

## Història

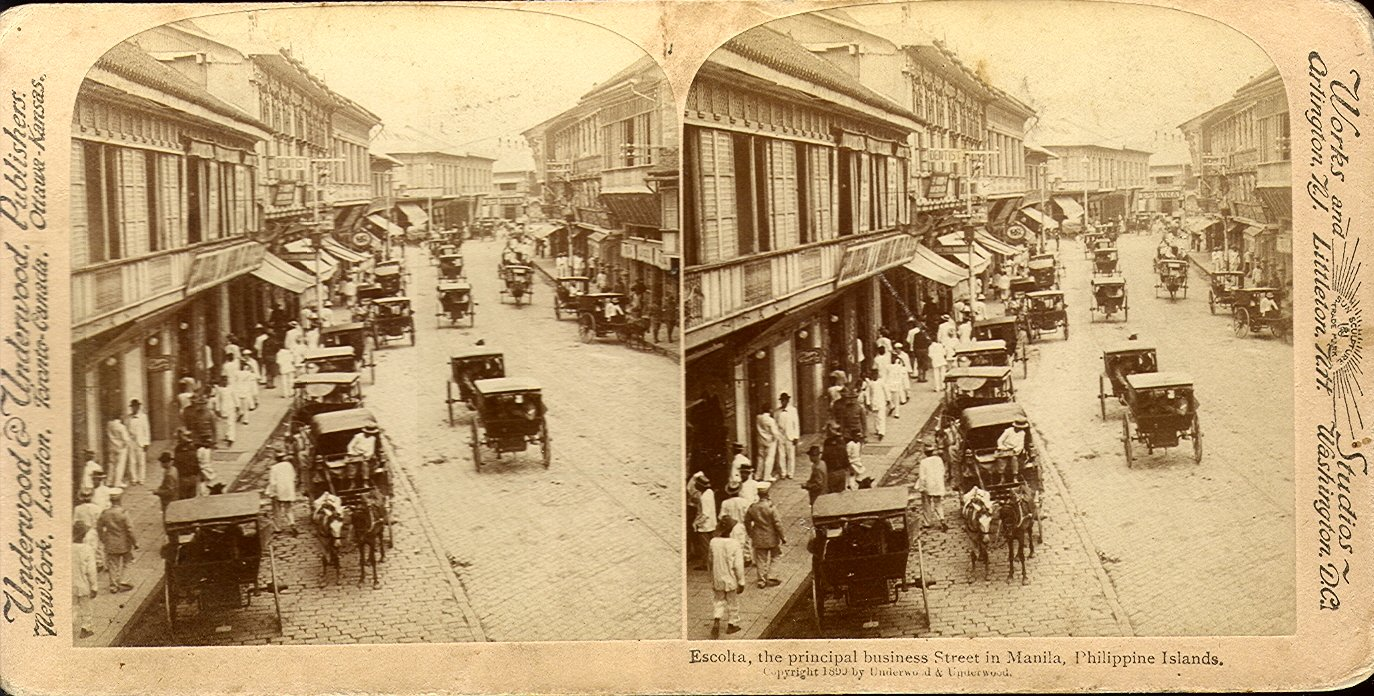
El principal carrer comercial, l'any 1899.

- 1571: fundació de la ciutat pel conqueridor Miguel López de Legazpi. Els espanyols s'hi van establir, i van ocupar el local fins al 1898.
- A partir de 1573, el Galió de Manila va enllaçar oficialment Manila amb Acapulco.[5] En 1574 que el senyor de la guerra cantonès Limahon, rebutjat de les costes xineses per la flota imperial de Guangdong volia traslladar la seva base d'operacions a les Filipines, i va atacar Manila però fou rebutjat per la guarnició espanyola.[6]
- 1583: creació de la primera Audiència (cort d'apel·lació) a Manila. Suprimida el 1589, fou fundada de nou el 1598.[7]
- 1762-1764: ocupació britànica de Manila i Cavite, durant la Guerra dels Set Anys.[8]
- El 1798, es va dur a terme una incursió britànica a Manila.
- El 1898, durant la Guerra hispano-estatunidenca, les tropes americanes van destruir la flota espanyola (batalla de la badia de Manila). S'instal·len a les Filipines.
- EL 26 de desembre de 1941, arran del bombardeig de Pearl Harbor i de l'entrada dels Estats Units aala Segona Guerra Mundial, els nord-americans van abandonar la ciutat i van retirar totes les seves instal·lacions militars. L'aviació japonesa bombardeja Manila abans que l'Exèrcit Imperial japonès entri a la ciutat el 2 de gener de 1942.
- El febrer de 1945, havent-se negat l'armada Imperial japonesa a evacuar el perímetre, els aliats van ocupar la ciutat, al preu d'uns intensos combats que van destruir la ciutat i van provocar la mort d'aproximadament 100.000 civils. L'esdeveniment va rebre el sobrenom de Matança de Manila. Manila va ser una de les ciutats més devastades durant la Segona Guerra Mundial, juntament amb Nanquín, Chongqing, Varsòvia, Dresden, Hiroshima i Nagasaki.
- El 1948, Quezon City esdevé la nova capital de la República de les Filipines. Manila torna a ser la capital del país el 29 de maig de 1976, per decret del president Ferdinand Marcos.

## Geografia
Gairebé tota la ciutat es troba en un sòl al·luvial desplaçat pel riu Pasig i guanyat a la badia de Manila. Aquestes terres, però, han estat modificades substancialment per l'home, sobretot al llarg del passeig marítim.
També s'han igualat algunes variacions altimètriques per la urbanització de la ciutat.
Manila ocupa una àrea de 38,55 km² i està dividida en 897 barangays, la unitat de govern local més petita de les Filipines. Per comoditat administrativa, tots els barangays de Manila s'agrupen en 100 zones i que s'agrupen a més en 16 districtes, que finalment s'agrupen en els sis districtes electorals.

## Demografia
| 6 maig 1970 | 1r maig 1990 | 1r maig 2000 | 1r maig 2010 | 1r maig 2020 |
| 1.330.788   | 1.601.234    | 1.581.082    | 1.652.171    | 1.846.513    |

Segons el cens del 2007, la població de la ciutat era d'1.660.714 habitants, amb per tant una densitat de població de 43.079 habitants per km². cosa que la feia la segona ciutat més poblada de les Filipines després de Quezon City, també dins la regió de la capital.
El municipi és, per tant, un dels municipis més densos del planeta, si no el més dens. La població de Manila té un 91,5% de cristians, un 4% de musulmans, un 1,5% de xinesos i un 3% d'origen ètnic divers.
L'aglomeració de Manila inclou un gran nombre de districtes suburbans de l'entitat Metro Manila la població total dels quals l'any 2015 era de 12.877.253 habitants per 636 km², és a dir una densitat de 20.770 hab./km², considerant l'aglomeració amb un rang Beta+. L'any 2013, la taxa de fecunditat es va estimar en 2,30 fills per dona.
Segons el Banc Mundial, el 40 % dels residents viuen en un dels 500 barris marginals de la ciutat.

## Economia

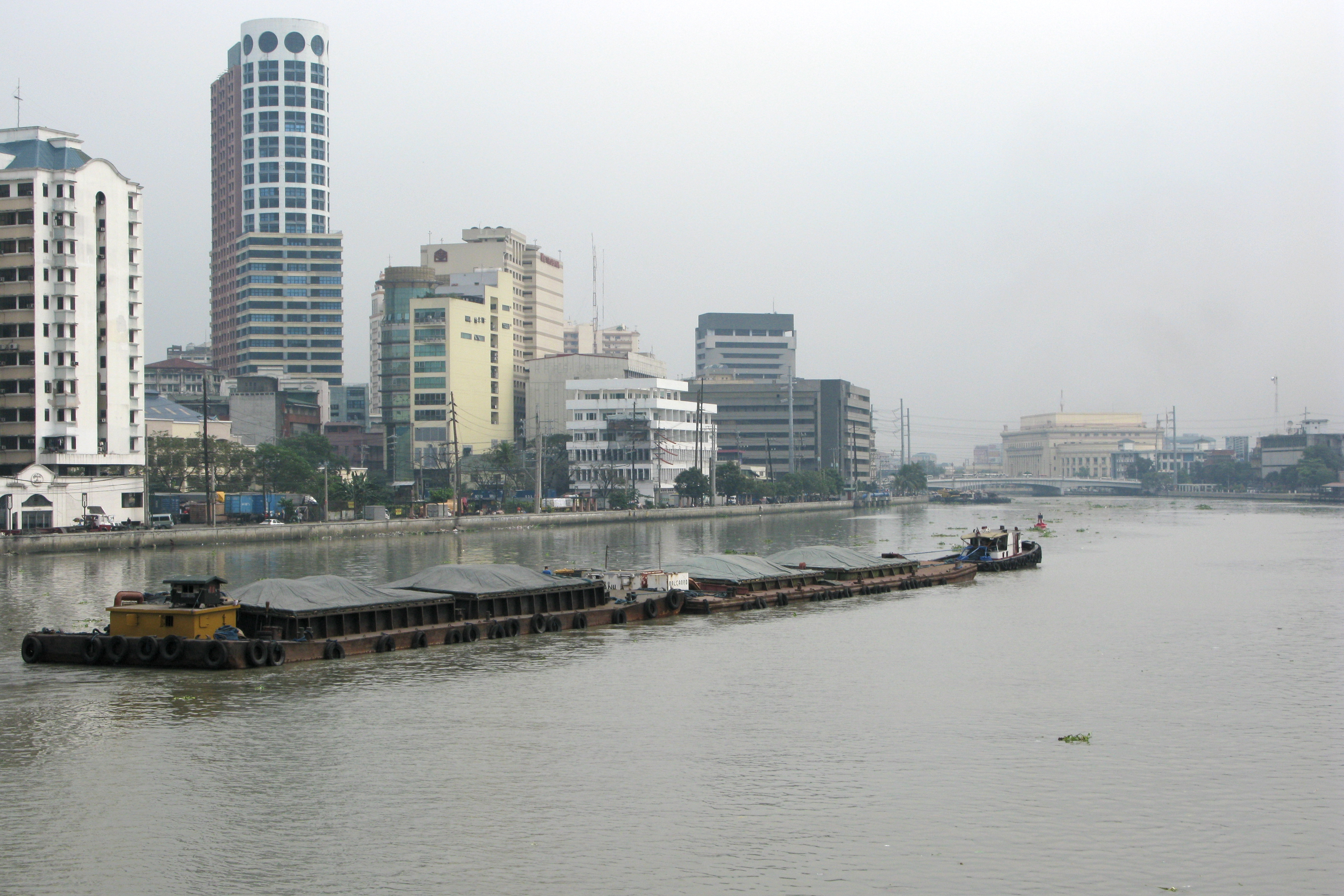
El Riu Pasig a Manila.

Manila és el principal centre administratiu, comercial, cultural i portuari de les Filipines. El port de Manila acull un important port marítim gestionat per International Container Terminal Services. L'any 2005,el port ocupava el lloc 35 entre els ports de contenidors més grans del món amb un trànsit de 2,943 milions de TEU, però el port es troba, però, menys ben classificat pel que fa a la totalitat delsfluxos on es troba al 94 lloc amb un trànsit de 46.148 milions de mercaderies. Manila pertany a Metro Manila (Àrea Metropolitana de Manila), una conurbació creada el 1975 per la unió de14 ciutats. La seva aglomeració concentra més de la meitat de l'activitat industrial del país, diversificada al voltant de les fundicions deferro, premses (oli de coco), fàbriques d'arròs, refineries de sucre, fàbriques de tabac que fabriquen cigars i cigarrets, fusta contraxapada, pell, indústria del calçat, tèxtil i derivats del cànem.
Després de la independència l'any 1947, hi va haver un canvi en la política econòmica de les Filipines: de promoció de l'exportació a la substitució de la importació. El beneficiari de les polítiques de la substitució de les importacions va ser la regió de la capital.
La indústria agroalimentària és, doncs, un dels sectors que ocupa més persones a la ciutat, però el turisme també és una activitat important. Manila és una de les principals destinacions turístiques del país amb gairebé un milió de visitants a l'any. La majoria de les destinacions turístiques es troben al districte d'Intramuros de Manila, és a dir, la ciutat vella. A Manila hi ha diversos barris marginals inclòs Tondo. El desembre 2016, durant una sèrie d'operacions antidroga, les autoritats van requisar metamfetamina per valor de 115 millions d'euros. El ministre de Justícia, Vitaliano Aguirre, diu que no només és la confiscació més gran de l'any, sinó també la més gran de la història del país 
El principal sistema ferroviari de la zona metropolitana és el metro de Manila. Té dues línies: l'LRT-1, o « línia verda », i l'LRT-2, o « línia blava ». Encara que es parla de «Tren lleuger», perquè la xarxa és principalment en alçada, el sistema és més semblant a un metro convencional. L'LRT-1 és el primer sistema de metro a Àsia Sud-oriental, construït tres anys abans del metro de Singapur. La línia LRT-1 s'ha de connectar al Manila Metro Rail Transit System MRT-3, o «línia groga», i a la futura línia MRT-7 (2021).

### Transport

Mapa de la xarxa ferroviària de Manila.

Els carrers de Manila pateixen molts embussos crònics. Els jeepneys són el principal transport públic. Són vells Jeeps de l'exèrcit nord-americà, deixats després de la Segona Guerra Mundial, que s'han transformat en microbusos molt vistosos però també molt contaminants. Els filipins també utilitzen molts tricicles per a distàncies curtes com a taxis que poden acomodar fins a tres o set persones. La ciutat també té molts cotxes taxi.
Des de principis de la dècada de 1970 i l'administració de Ferdinand Marcos, Manila disposa d'una xarxa de tren lleuger elevada, el LRT, que sovint segueix les principals vies de comunicació de la ciutat. És un dels primers sistemes de transport públic ferroviari urbà del sud-est asiàtic. D'uns 29 km de longitud, té 33 estacions, en dues línies: la LRT-1 (línia verda), i la LRT-2 (línia blava). La ciutat també té una línia de metro principalment aèria, la MRT-3 (Línia groga), un servei de tren de rodalies amb els Ferrocarrils Nacionals de Filipines, així com un servei de ferri al riu Pasig.
La ciutat té 10 ponts sobre el Pasig, 2 ponts ferroviaris i 8 ponts per cotxes (els ponts de Roxas, Jones, McArthur, Quezon, Ayala, Mabini, Padre Zamora i Lambingan).
L'aeroport Internacional Ninoy Aquino es troba a 8 km al sud-est del centre de la ciutat. L'octubre de 1999, estava dotat d'una segona terminal i a l'agost de 2008, d'un tercera. És utilitzat per Philippine Airlines, Air Philippines, PAL Express, Cebu Pacific i KLM, entre d'altres. Part de la base aèria de Sangley a Cavite està oberta a vols privats a partir del 2019 i el nou aeroport internacional de Manila-Bulacan serà construït per San Miguel Corporation per alleujar la congestió a l'aeroport de Ninoy-Aquino.

## Esports
Manila va ser la seu dels Jocs Asiàtics de 1954.

## Llocs d'interès
El capitell presenta un aspecte molt contrastat. A la riba sud del riu Pasig s'estén l'antic barri colonial d'Intramuros, fundat l'any 1571 pels espanyols, que, en un ambient tranquil, ha conservat sorprenents exemples del segle XVII, i Rizal Park, el parc central de Manila on es troba el monument a l'heroi nacional José Rizal. Més al sud, els barris d'Ermita i Malate, al voltant de la seva església barroca, acullen molts bars i restaurants. Aquí també es pot veure la posta de sol sobre la badia de Manila.
Al nord del riu Pasig, el barri de Quiapo és famós per la seva església d'acer, la Basílica de Sant Sebastià, el seu mercat i la seva Basílica del Natzarè Negre d'on surt la processó del Natzarè Negre el 9 de gener i que aplega milions de devots. Una mica més enllà, el barri de Binondo acull l'autèntic barri xinès de la ciutat. Al nord de la ciutat es troba un fascinant cementiri xinès.

## Fills il·lustres i relacionats amb la ciutat
- Felipe Arroyo Roxas (1840 - 1899), pintor
- Federico Elizalde (1907 - 1979), músic i compositor d'origen espanyol.
- José Estella Barrado (1864 - [...?], director d'orquestra i compositor.
- Miguel López de Legazpi (1502-1572), conqueridor espanyol, governador general de les Filipines, que va fufunr la ciutat al segle XVI.
- Limahong, pirata xinès, que va intentar prendre la ciutat
- Iustus Takayama Ukon, samurai batejat que va morir a l'exili a Manila
- Sant Llorenç Ruiz
- Jiří Josef Camel, frare jesuïta, missioner, botànic
- Pablo Clain, sacerdot jesuïta, missioner, escriptor, farmacèutic, botànic, va ser autor del primer diccionari Tagal
- mare Ignacia del Espíritu Santo (1663–1748), monja catòlica, fundadora de la congregació de les religioses de la Mare de Déu, venerable
- mare Isabel Larrañaga Ramírez (1836-1899), en religió Mare Isabel del Cor de Jesús, monja, fundadora, venerable
- José Burgos (1837–1872), sacerdot, portaveu dels nadius filipins
- José Rizal (1861-1896), poeta, novel·lista, oftalmòleg i heroi nacional filipí
- Felipe Agoncillo (1859–1941), diputat, primer diplomàtic filipí
- Marcela Agoncillo (1859-1946), esposa de l'anterior, heroïna de la independència
- José P. Laurel (1891-1959), president de la República de les Filipines
- Josefa Llanes Escoda (1898-1945), sufragista
- Gustaf Gründgens (1899-1963), actor i director alemany
- Bisbe Rufino Jiao Santos (1908-1973), arquebisbe de Manila, cardenal
- Diosdado Macapagal (1910–1997), vicepresident, president de les Filipines
- Bisbe Jaime Sin (1928-2005), arquebisbe de Manila, cardenal
- Imelda Marcos (nascuda el 1929), esposa del president Ferdinand Marcos
- Arquebisbe Gaudencio Rosales (nascut el 1932), arquebisbe de Manila, cardenal
- Fernando Poe Jr. (1939-2004), actor
- Maggie de la Riva (nascuda el 1942), actriu i model
- Gloria Macapagal-Arroyo (1947), política, membre del Parlament, vicepresidenta, presidenta de les Filipines, presidenta de la Cambra de Representants
- Bisbe José Advincula (1952), arquebisbe de Manila, cardenal
- Gina Lopez (1953–2019), política, secretària del Departament de Medi Ambient i Recursos Naturals, presidenta de la Comissió de Rehabilitació del Riu Pasig
- Lani Maestro (1957), artista filipí-canadenc nascuda a Manila;
- El bisbe Luis Antonio Tagle (1957), sacerdot, arquebisbe de Manila, cardenal
- Lea Salonga (1971), actriu, cantant i model
- Risa Hontiveros (1966), periodista, activista i política nascuda a Manila.
- Karen Ibasco (1990), física, escollida Miss Terra el 2017.
- Billy Crawford (1982), cantant i presentador de televisió nascut a Manila.
- Benigno Aquino III (1960-2021) polític.
- Bongbong Marcos (1957-), polític filipí nascut a Manila.